# Liste der Straßen in Essen-Schönebeck
Die Liste der Straßen in Essen-Schönebeck beschreibt das Straßensystem im Essener Stadtteil Schönebeck mit entsprechenden historischen Bezügen.

## Einführung und Überblick
In Schönebeck leben 9779 Einwohner (30. September 2022) auf einer Fläche von 3,31 Quadratkilometern.
Wegen der lockeren Bebauung war es nicht üblich, Namensschilder am Anfang und Ende einer Straße zu setzen. Diese Funktion erfüllten die Hausnummernschilder, die außer der Hausnummer in kleiner Schrift den Straßennamen verzeichneten. Ortsunkundige fanden auch so abgelegene Gebäude. Bei der geringen Größe der Schilder waren kurze Namen zweckmäßig – so entwickelte der Borbecker Bürgermeister Rudolf Heinrich (1881–1907), zu dessen Bezirk auch Schönebeck gehörte, um 1890 Kurzformen wie Ring-, Süd- oder Wolfstraße. Mehrere Straßennamen erinnern an die Bergbauvergangenheit Schönebecks im 19. Jahrhundert.
Der Stadtteil wird von Norden beginnend im Uhrzeigersinn folgendermaßen begrenzt:
 Mit der Frintroper Straße zu Borbeck-Mitte, der Altendorfer Straße zu Bochold, dem Borbecker Mühlenbach und einem Teil des Fuß- und Radweges auf der ehemaligen Bahnstrecke Mülheim-Heißen–Altendorf (Ruhr) zu Altendorf (Essen), einem weiteren Teil des Fuß- und Radweges und der Böhmerstraße zu Frohnhausen, dem Rosendeller Bach im Naturschutzgebiet Winkhauser Tal zu Mülheim an der Ruhr und mit dem nördlichen Bereich der Mülheimer Kreuzung Aktien-/Hansberg-/Oberheidstraße, der Straße Heckelsberg, der Aktienstraße und der Straße Im Wulve zu Bedingrade.
In Schönebeck gibt es 55 benannte Straßen und Wege, jedoch keinen Platz. Die Straßen Aktienstraße, Altendorfer Straße, Frintroper Straße, Nöggerathstraße, Herbrüggenstraße und Böhmerstraße befinden sich nur in Teilen im Stadtteil.
Durch Schönebeck verläuft die Bundesstraße 231 auf der Frintroper- und der Altendorfer Straße sowie die Landesstraße 445 auf der Aktienstraße.

## Liste der Straßen
Die nachfolgende Tabelle gibt eine Übersicht über die vorhandenen Straßen und Wege im Stadtteil Schönebeck sowie einige dazugehörige Informationen.
- Name: aktuelle Bezeichnung der Straße oder des Platzes.
- Länge/Maße in Metern:
 Die in der Übersicht enthaltenen Längenangaben sind gerundete Übersichtswerte, die in Google Earth mit dem dortigen Maßstab ermittelt wurden. Sie dienen Vergleichszwecken und werden, sofern amtliche Werte bekannt sind, ausgetauscht und gesondert gekennzeichnet.
 Der Zusatz (im Stadtteil) gibt an, dass die Länge die des Straßenabschnitts innerhalb von Schönebeck ist, da die Straße in benachbarte Stadtteile weitergeführt wird.
 Der Zusatz (ohne Stichstraßen) gibt bei verzweigten Straßen die Länge der „Hauptstraße“ an.
 Der Zusatz (alle Straßenabschnitte zusammen) gibt an, dass die Straße so verwinkelt ist, dass keine „Hauptstraße“ besteht. Stattdessen wird die Länge aller Straßenabschnitte zusammengezählt.
- Herleitung: Ursprung oder Bezug des Namens
- Datum der Benennung: amtliche Erstbenennung
- Anmerkungen: zusätzliche Informationen
- Bild: Foto der Straße oder eines anliegenden Objekts

| Name                     | Länge/Maße (in Metern)                | Herleitung                                        | Datum der Benennung | Bemerkungen | Bild                                          |
| ------------------------ | ------------------------------------- | ------------------------------------------------- | ------------------- | --- | --------------------------------------------- |
| Aktienstraße             | 1800 im Stadtteil                     | Aktiengesellschaft zum Bau der Straße             | 14. Aug. 1896       | Die Aktienstraße entstand aufgrund des Steinkohlenbergbaus und des daraus folgenden Kohlenhandels. Durch Zeichnung von Aktien beteiligten sich die Essener Zechen Sälzer & Neuack, Schölerpad und Kronprinz sowie 49 Essener und Mülheimer Bürger am Bau der Handelsstraße, die zur Ruhr in Mülheim führen sollte, um von dort per Schiff an die Handelsroute von Ruhrort in die Niederlande angebunden zu sein. 1839 wurde die Straße dem öffentlichen Verkehr übergeben und mit Chausseegeld belegt. Ab 1847 waren die Einnahmen aufgrund der aufkommenden Eisenbahnen und der niedergehenden Ruhrschifffahrt sowie neuen nördlicher gelegenen Zechen im Ruhrgebiet rückläufig geworden. Die Provinzialverwaltung übernahm die Straße, so dass die Schlagbäume überflüssig wurden. Den Namen Aktienstraße führte man offiziell erst 1896 ein. | Aktienstraße                                  |
| Altendorfer Straße       | 800 im Stadtteil                      | Altendorf, Essener Stadtteil                      | 4. Dez. 1901        | Aus Anlass der Eingemeindung Altendorfs zur Stadt Essen am 1. August 1901 und in Erinnerung an die damit aufgelöste Bürgermeisterei Altendorf wurde aus der seit 1883 so genannten Limbecker Chaussee die Altendorfer Straße. So ging man hier erstmals von dem Grundsatz aus, der Hauptstraße einer ehemaligen Gemarkung oder Gemeinde den Namen der jeweiligen Gemeinde zu geben, um ihn in Erinnerung zu halten. Später wurde das Prinzip geändert, indem man eine Straße nach deren Ort benannte, in dies sie führt. Auf der Altendorfer Straße verläuft die Bundesstraße 231, die hier Essen mit Oberhausen verbindet. Zudem bildet die Altendorfer Straße an ihrem westlichsten Ende die Grenze zum Nachbarstadtteil Bochold. |                                               |
| Altstraße                | 950                                   | ehem. Alte Essener Landstraße, Lagebezeichnung    | 14. Aug. 1896       | In alten Registern wird der Straßenzug in Teilen als Alte Essener Landstraße bezeichnet und führte von der alten Chaussee bei Knotte längs Schloss Borbeck zum Fliegenbusch. Der zwischen 1881 und 1907 amtierende Bürgermeister Rudolf Heinrich (1845–1917) wählte zur Benennung die Kurzform Altstraße. Nach dem Ausbau der parallel verlaufenden Frintroper Straße verlor sie ihre Bedeutung. |                                               |
| Am Brauhaus              | 260                                   | Brauhaus Essen AG                                 | 9. Juli 1915        | Hier befand sich die 1899 durch die Frankfurter Binding-Brauerei gegründete Brauhaus Essen AG, die zu dieser Zeit das zweitgrößte Brau-Unternehmen im Landkreis Essen war. Sie überstand die schwierigen wirtschaftlichen Verhältnisse nach dem Ersten Weltkrieg nicht. Die Straße Am Brauhaus liegt in einem Wohngebiet im äußersten Osten Schönebecks. |                                               |
| Am Fliegenbusch          | 230                                   | Fliegenbusch, Familien- und Flurname              | 21. Nov. 1968       | In der Landmatrikel von 1668 wird erwähnt, dass Hermann Schulte zu Bockholt zweieinhalb Morgen Land am Fliegenbusch zwischen Hülßmann und Pastors Land besitzt. 1795 taucht der Name Wilhelm am Fliegenbusch als Wirt und Tagelöhner auf. 1826 hat Heinrich Hasenbrink gen. Fliegenbüscher einen Morgen Land vom Waisenhaus Steele in Erbpacht. Der Fliegenbusch selbst war eine sieben Morgen große Parzelle Wald und gehörte zum Bestand des Hofes Schulte Herbrüggen (1825). Die Straße am Fliegenbusch verläuft in einem Bogen von der Straße Dreigarbenfeld zum Fliegenbuschweg. |                                               |
| Am Wolfshof              | 90                                    | Kotten Wolf                                       | 20. Mai 1964        | Der Kotten Wolf war ein fürstlich essendischen Erbleibgewinngut. In der Landmatrikel von 1668 war der Hof einschließlich des Pachtlandes 16 Morgen groß und zehntfrei. Aufsitzer war Johan Wolff. 1795 war die Abtei Werden Eigentümer, wobei der Kötter Wolff genannt wird. 1905 ging der Kotten nach mehrfachem Eigentümerwechsel an die Immobiliengesellschaft mbH Borbeck über. Die Straße Am Wolfshof ist eine Stichstraße südlich von der Herbrüggenstraße abgehend. |                                               |
| An der Schlucht          | 150                                   | Lage am Schluchttal                               | 18. Sep. 1974       | Nach der Lage der Straße am Schluchttal benannt (heute Naturschutzgebiet Schönebecker Schlucht). An der Schlucht ist eine Stichstraße südlich von der Schacht-Kronprinz-Straße abgehend, die seit 18. Februar 1916 bis zu ihrer Umbenennung 1974 als Teil der Schacht-Kronprinz-Straße galt. |                                               |
| An der Seilbahn          | 100 (alle Straßenabschnitte zusammen) | Seilbahn für den Bergbau                          | 17. Okt. 200        | Im 19. Jahrhundert transportierte eine Seilbahn die geförderte Kohle von der Schachtanlage der Zeche Kronprinz durch das Schluchttal (heute Naturschutzgebiet Schönebecker Schlucht) über die Heißener Straße zur Bahnstrecke Mülheim-Heißen–Altendorf (Ruhr). Die Straße An der Seilbahn erschließt ein kleines Wohngebiet und geht dabei südlich von der Schacht-Kronprinz-Straße ab. |                                               |
| Antoniushang             | 510 ohne Stichstraßen: 400            | St. Antonius Abbas, Kirche                        | 4. Sep. 1963        | Namensgebend war die katholische Kirche St. Antonius Abbas, siehe auch → Antoniusstraße. Der Antoniushang verbindet diese mit der Straße Brausewindhang. |                                               |
| Antoniusstraße           | 400                                   | St. Antonius Abbas, Kirche                        | 22. Jan. 1897       | Am 30. September 1899 wurde der erste Rektor der am 5. November 1899 benedizierten Notkirche St. Antonius Abbas ernannt, die zur Muttergemeinde St. Dionysius in Borbeck gehörte. Am 1. März 1908 wurde sie aus der Muttergemeinde ausgepfarrt und zur kanonischen Pfarrei erhoben. Die heutige Kirche wurde 1927 fertiggestellt und am 8. Mai 1927 durch Weihbischof Joseph Hammels konsekriert. Die Antoniusstraße stellt eine geradlinige Verbindung zwischen der Heißener Straße und der Schönebecker Straße dar. | St. Antonius Abbas an der Antoniusstraße      |
| Ardelhütte               | 750                                   | Kotten, Familienname                              | 9. Juli 1915        | 1795 tritt der Name Heinrich Ardelhütte in Schönebeck auf. 1826 wird Heinrich Ardelhütte gen. Mühlenberg als Besitzer des Kottens genannt. 1866 war der Bergmann August Mühlenberg Eigentümer. Nach dem Tod der Witwe von Johann Ardelhütte, Anna Catharina geborene Möllers, ging der Kotten 1822 auf ihren Sohn, den Bergmann Johann Ardelhütte gen. In der Weyen über, der 1828 alle Lasten abwarf und Eigentümer wurde. Die Straße Ardelhütte, die einst den Namen Bonnstraße trug, zweigt in nordöstliche Richtung von der Schönebecker Straße ab. |                                               |
| Auf der Burg             | 300                                   | Op de Burg, mündliche Überlieferung               | 3. März 1953        | Es handelt sich hier um eine mündliche Überlieferung einer Lage: op de Burg. Es gibt jedoch keinerlei Nachweise, dass hier einst eine Burg gestanden haben könnte. Eventuell handelt es sich auch um einen sprachlichen Wechsel zwischen Berg und Burg. Die Straße Auf der Burg verläuft parallel zwischen der Kalk- und der Heißener Straße. |                                               |
| Bergkamp                 | 500                                   | Bergkamp, Flurname                                | 9. Juli 1915        | 1826 wird Philip Kalthoff gen. Körntgen als Besitzer von Ackerland am Bergkamp in Schönebeck genannt. Die Straße Bergkamp zweigt südlich vom Brausewindhang ab und verläuft ländlich bis zum Rosendeller Bach. |                                               |
| Böhmerstraße             | 100 im Stadtteil                      | Johann Friedrich Böhmer, Historiker               | 16. Mai 1902        | Die Böhmerstraße ist nach dem Historiker und Begründer der Regesta Imperii, Johann Friedrich Böhmer, benannt. Nur ein kleiner Abzweig der Böhmerstraße zum Terrassenfriedhof liegt in Schönebeck, der Hauptstraßenzug liegt auf Frohnhauser Gebiet. |                                               |
| Bonnemannstraße          | 500                                   | Bonnemann, Familienname                           | 9. Juli 1915        | Namensgebend ist die alteingesessene Schönebecker Familie Bonnemann. Sie unterhielt an der Ecke Schönebecker-/Bonnemannstraße einen Gartenbaubetrieb. 1915 spendeten der Rentner Franz Bonnemann und seine beiden ledigen Schwestern ihr gesamtes Vermögen den Barmherzigen Schwestern von der hl. Elisabeth, darunter 14 Morgen gärtnerisches Land, Obstgärten, Gewächshäuser und ein Wohnhaus. Bonnemann hatte zur Auflage gemacht, auf dem Besitz ein Waisenhaus zu errichten, was aufgrund der Kriegsverhältnisse nicht mehr möglich war. Dafür wurde das Kloster Emmaus errichtet, das heute ein Seniorenstift ist. Die Barmherzigen Schwestern von der hl. Elisabeth werden 2016 ihr Kloster in Essen-Schuir verlassen und ins Kloster Emmaus ziehen. Die Bonnemannstraße verbindet die Aktienstraße mit der Schönebecker Straße. |                                               |
| Brausewindhang           | 800                                   | windige Lage am Hang                              | 20. Nov. 1937       | Aus einer amtlichen Begründung aus dem Jahr 1937 geht hervor, dass der Hang zwischen der Ringstraße (vorherige Bezeichnung) und der Schönebecker Straße dem Brausen des vorherrschenden Südwestwindes besonders stark und oft ausgesetzt ist. Die Straße Brausewindhang verbindet am nördlichen Rand des Winkhauser Tals die Schönebecker- mit der Heißener Straße. |                                               |
| Deichmannweg             | 160                                   | Deichmann, Familienname und Unternehmen           | 19. Dez. 2006       | Die Stichstraße von der Aktienstraße am Sitz des Schuhunternehmens Deichmann wurde auf Vorschlag des Kultur-Historischen Vereins Borbeck Deichmannweg genannt. Als Grund wurden Verdienste des Familienunternehmens in kulturellen, karitativen und sozialen Bereichen genannt. |                                               |
| Dreigarbenfeld           | 650                                   | Abgabenart des Hofs Schulte Herbrüggen            | 20. Nov. 1937       | Das Gut Hof Schulte Herbrüggen, dem die Ländereien gehörten, hatte ursprünglich jede dritte Garbe an die Grundherrschaft als Naturalabgabe abzuliefern, vgl. → Herbrüggenstraße. Die Straße Dreigarbenfeld führt als östliche Fortsetzung der Altstraße zur Nöggerathstraße. |                                               |
| Frintroper Straße        | 1500 im Stadtteil                     | Frintrop, Essener Stadtteil                       | 9. Juli 1915        | Die Frintroper Straße bildet Schönebecks nördliche Grenze zum Stadtteil Borbeck-Mitte. Die auf ihr verlaufende Bundesstraße 231 verbindet Essen mit Oberhausen. Bis 1915 hieß sie hier Essener Straße. |                                               |
| Fliegenbuschweg          | 300 (ohne Stichstraßen: 260)          | Fliegenbusch, Familien- und Flurname              | 18. Okt. 1921       | Siehe → Am Fliegenbusch. Der kleine Fliegenbuschweg verbindet in einem nördlichen Bogen die Straße Am Fliegenbusch mit der Straße Dreigarbenfeld. |                                               |
| Gimkenstraße             | 240                                   | Hof Gimpken                                       | 8. Okt. 1896        | Zur Zeit der Erschließung gehörten Grundstücke des Straßenbereichs zum Hof Gimken in Gerschede. Er war ursprünglich ein Teil des in Gladbeck liegenden Lehens Ebdinghof der Abtei Deutz. Die Gimkens erwarben den Hof vom Kammerherrn Freiherr von Fürstenberg zu Borbeck, dem Sohn des Freiherrn von Fürstenberg von Adolphsburg. In der Landmatrikel von 1668 wird der Aufsitzer des 40 Morgen großen Hofes, Hermann Gymbken zusammen mit Herrn Canonico Brecht als Pastori zu St. Gertruden, genannt. 1795 tritt der ganze Bauer Gimbken auf, wobei Gutsherr der Freiherr von Weichs zu Körtlinghausen ist. Die Bewirtschaftung fand seit 1902 durch den benachbarten Hof Kirchmann statt. Familie Gimkens pachtete ihn bis 1916 von Kirchmann, danach von der Friedrich Krupp AG. Der alte Hof Gimken wurde 1963 zugunsten einer Schule niedergelegt. Die Gimkenstraße bildet eine nördliche Stichstraße von der Schönebecker Straße. |                                               |
| Heckelsberg              | 500                                   | Heckelsberg, Flurname                             | 13. Juni 1932       | Die Straße Heckelsberg bildet teils die Grenze zu Mülheim an der Ruhr und teils zum Nachbarstadtteil Bedingrade und ist eine Stichstraße östlich der Aktienstraße. |                                               |
| Heidbusch                | 230                                   | künstlich gebildeter Flurname                     | 22. Sep. 1971       | Die Straße Heidbusch verbindet die Herbrüggenstraße mit der Straße Pollerbecks Brink. |                                               |
| Heißener Straße          | 2100                                  | Bürgermeisterei Heißen                            | 30. März 1891       | Die Straße führt von der Frintroper Straße in die am 1. April 1878 gegründete Bürgermeisterei Heißen, die am 1. April 1910 zur Stadt Mülheim an der Ruhr eingemeindet wurde. |                                               |
| Herbrüggenbusch          | 560 (ohne Stichstraßen: 350)          | Wald des Hofs Schulte-Herbrüggen                  | 15. Jan. 1969       | Nach dem Herbrüggenbusch, einem Wäldchen des Hofs Schulte-Herbrüggen (siehe auch → Herbrüggenstraße), benannt. In einem Bericht des essendischen Oberförsters Pasbach aus dem Jahr 1802 wird der 35 Morgen große Herbrügger Wald genannt. Die Straße Herbrüggenbusch verbindet die Herbrüggenstraße mit der Straße Dreigarbenfeld. |                                               |
| Herbrüggenhof            | 600 (alle Straßenabschnitte zusammen) | Hof Schulte-Herbrüggen                            | 21. Sep. 2004       | Die Straße Herbrüggenhof liegt zwischen der Herbrüggenstraße und der Straße Herbrüggenbusch und damit im Bereich des einstigen Hofs Schulte-Herbrüggen. Siehe auch Herbrüggenstraße. |                                               |
| Herbrüggenstraße         | 1800 (im Stadtteil)                   | Hof Schulte-Herbrüggen                            | 9. Juli 1915        | Am sogenannten Dritte-Garben-Gut des Stiftes Essen, dem Hof Schulte-Herbrüggen, besaß der Aufsitzer ein erbliches Nutzungsrecht, das 1526 erstmals in einem Gewinnbrief genannt wird. 1670 wurde die Naturablieferung der dritten Garbe in eine feste Geldabgabe umgewandelt. In der Landmatrikel von 1668 ist der Hof 74 Morgen groß und zehntfrei. Aufsitzer war Jacob Schulte zu Herbrüggen. 1795 wird der ganze Bauer und Müller Schulte Herbrüggen aufgeführt, die Grundherrschaft hat die fürstliche Abtei zu Essen. Letztbehandigter war Johann Heinrich Schulte Herbrüggen im Jahr 1773 sowie zur zweiten Hand seine Ehefrau Maria Francisca geboren Rasche. Als Witwe wurde ihr nach langen Verhandlungen mit Preußen das erbliche Nutzungsrecht durch das preußische Finanzministerium gewährt. Mit ihrem einzigen Sohn Johann Heinrich löste sie 1882 alle fiskalischen Lasten ab, so dass der nun 188 Morgen große Hof ihr uneingeschränktes Eigentum wurde. Im Jahre 1900 ging der Hof auf den Mülheimer Bergwerks-Verein über. Seit 1896 hieß sie in Teilen Schulte- oder Rolandstraße. Diese wurde 1915 in Düsterstraße und Herbrüggenstraße umbenannt. Seit 1931 bilden beide Teile die Herbrüggenstraße, die von der Aktienstraße bis an die Grenze zu Frohnhausen in weiter Altendorf nachreicht. |                                               |
| Hopfenstraße             | 500                                   | Hopfen, Botanik                                   | 9. Juli 1915        | Die Straße nimmt Bezug auf die 1899 durch die Frankfurter Binding-Brauerei gegründete und hier benachbarte Brauhaus Essen AG, die zu dieser Zeit das zweitgrößte Brau-Unternehmen im Landkreis Essen war. Sie überstand die schwierigen wirtschaftlichen Verhältnisse nach dem Ersten Weltkrieg nicht. Die Hopfenstraße, die zuvor seit 1901 Heerstraße hieß, verbindet die Nöggerathstraße mit der Altendorfer Straße. |                                               |
| Im Wulve                 | 350                                   | Im Wulve, Hofname                                 | 9. Juli 1915        | Hannes im Wulve (Johann Wolf) stammte vom Wolfshof und hatte in der Straße eine Gaststätte errichtet. Der Hof Wolf wurde früher auch mundartlich Im Wulve genannt. | Im Wulve, links Schönebeck, rechts Bedingrade |
| In der Distelkuhle       | 540 (alle Straßenabschnitte zusammen) | In der Distelkuhle, Flurname                      | 3. Apr. 1981        | In alten Katasterunterlagen wird das Gebiet, durch das die Straße führt, als In der Distelkuhle bezeichnet. Sie ist eine Stichstraße nördlich der Straße Kaldenhoverbaum. |                                               |
| Kaldenhof                | 600                                   | Kaldenhof, Hofname                                | 9. Juli 1915        | Eine erste Erwähnung ist 1332 im Kettenbuch zu finden: Wennemar von Vronhausen ist abgabepflichtig wegen Kaldenhoven. In der Landmatrikel von 1668 ist als Aufsitzer die Witwe Enne Kaldenhoven genannt. Der 49 Morgen große Hof ist dem Oberhof Borbeck zehntpflichtig. 1795 wird der ganze Bauer Kaldenhoff genannt. Die Eigentumsverhältnisse waren sehr verwickelt. Es kam aufgrund von Rückständen der Abgaben mehrfach zu Prozessen. Schließlich gelangt der Hof über Johann Kirchmann gen. Kaldenhoff und seine Witwe Bernhardine geboren Ridder und deren Kinder 1914 an Familie Gimken, die ihn bis heute bewirtschaftet. Die Straße Kaldenhof führt südlich von der Bonnemannstraße ins Winkhauser Tal. |                                               |
| Kaldenhofs Kamp          | 130                                   | Kaldenhof, Flurname                               | 13. Sep. 1922       | Am 20. Juli 1730 ist bei einer Aufnahme des zum Hof Kaldenhof gehörigen Inventars durch die Taxatoren Kraienbroch und Tönnisbrock verzeichnet: auf Kaldenhoffs Kamp zwei Morgen. Die Straße Kaldenhofs Kamp stellt eine Verbindung der Aktienstraße mit der Straße Heckelsberg her. | Kaldenhofs Kamp                               |
| Kaldenhoverbaum          | 290                                   | Kaldenhoverbaum, Flurname                         | 9. Juli 1915        | In der Landmatrikel von 1668 ist Dietherich Paus aus Bedingradt als Besitzer von zwei Morgen Feldland an Kaldenhoverbäumen zwischen Ortman und Brinckman genannt. Laut einem Bericht von 1672 über die Visitation der Schlagbäume im Stift Essen geht der Name auf einen Schlagbaum beim Hof Kaldenhof zurück. Die Straße Kaldenoverbaum geht als Stichstraße westlich von der Heißener Straße ab. |                                               |
| Kalkstraße               | 650                                   | Kalthoff, Familienname                            | 22. Jan. 1897       | Zur Zeit der Benennung war Heinrich Kalthoff Eigentümer eines Hauses an dieser Straße. So ist das Wort Kalk eine willkürliche Abänderung der ersten Silbe des Familiennamens Kalthoff. Die Kalkstraße wurde am 23. Mai 1980 verlängert und verbindet seitdem die Heißener- mit der Schönebecker Straße. |                                               |
| Kiek ut                  | 290                                   | Kiek ut, Flurname                                 | 27. Feb. 1928       | 1826 wird die Witwe von Heinrich Amberge als Besitzerin von Land am Kikuth genannt. Man findet auch die Formen Am Kickuhl und Kickuhlskuhle. Die Straße Kiek ut ist eine Stichstraße südlich der Schönebecker Straße. Sie liegt damit nördlich an der St.-Antonius-Kirche. |                                               |
| Kleestraße               | 350                                   | Klee, Botanik                                     | 8. Okt. 1896        | Zur Zeit der Benennung führte der noch nicht ausgebaute Weg durch ein Kleefeld. Heute führt die Kleestraße von der Frintroper- über die Herbrüggen- zur Pollstraße. |                                               |
| Kreftenscheerweg         | 350                                   | Kreftenscheer, Name eines Flözes                  | 18. Okt. 1921       | Kreftenscheer ist der Name eines Kohleflözes, das mit den Flözen Mausegatt, Geitling, Finefrau, Finefrau Nebenbank, Girondelle und Plaßhofsbank zu der Gruppe der Wittener Schichten zählt. Der Kreftenscheerweg verbindet in einem Bogen die Straßen Riekenbank (auch Name eines Flözes) und Dreigarbenfeld. |                                               |
| Lautstraße               | 300                                   | Volksschule, Lagebezeichnung                      | 14. Aug. 1896       | In den Jahren 1870 und 1871 war an der Ecke Aktienstraße/Lautstraße eine evangelische Volksschule errichtet worden, an der die Schüler Selbstlaute und Mitlaute unterscheiden lernten. Die Lautstraße verbindet die Aktienstraße mit der Straße Im Wulve. |                                               |
| Leggewiestraße           | 450                                   | Leggewie, Kotten                                  | 24. Feb. 1970       | Zum Hof Paus am Weidkamp gehörte der Kotten Leggewie, der in der Landmatrikel von 1668 als dreieinhalb Morgen groß mit dem Kötter Johan Leggewie genannt wird. 1795 wird er als Pächter des Paus’ bezeichnet. Die Leggewiestraße verbindet in einem Bogen die Klee- mit der Herbrüggenstraße. |                                               |
| Liesenkotten             | 160                                   | Liesen-Kotten                                     | 31. Mai 1930        | 1866 wird Johann Diedrich Ardelshütte gen. In der Weyen als Besitzer des Lysenkottens aufgeführt, der auch In-der-Weyen-Kotten genannt wurde. Er war ein in den Oberhof Ehrenzell gehöriges Behandigungsgut. Dies Straße Liesenkotten verbindet die Schacht-Kronprinz-Straße mit der Straße Ardelhütte. |                                               |
| Lockstraße               | 150                                   | Vertiefung, Geologie                              | 14. Aug. 1896       | Lock oder Loch ist die Bezeichnung für eine Vertiefung. So liegt die Straße im Naturschutzgebiet Winkhauser Tal, am Südhang zwischen kleineren Seitentälern nahe dem Rosendeller Bach. |                                               |
| Malzweg                  | 670 (alle Straßenabschnitte zusammen) | Malz, Botanik                                     | 13. Mai 1987        | Die Straße nimmt Bezug auf die 1899 durch die Frankfurter Binding-Brauerei gegründete und hier benachbarte Brauhaus Essen AG, die zu dieser Zeit das zweitgrößte Brau-Unternehmen im Landkreis Essen war. Sie überstand die schwierigen wirtschaftlichen Verhältnisse nach dem Ersten Weltkrieg nicht. Die Malzstraße liegt zwischen Hopfen- und Nöggerathstraße. |                                               |
| Nöggerathstraße          | 400 im Stadtteil                      | Johann Jacob Nöggerath, Mineraloge und Geologe    | 21. Apr. 1911       | Der Professor für Geologie und Mineralogie sowie Geheime Bergrat Nöggerath gehörte zu den bedeutendsten preußischen Bergleuten. Im Rheinland und in Westfalen hatte er maßgeblichen Anteil an der Entwicklung des Berg- und Hüttenwesens. Die im nördlichen Bereich seit 30. April 1891 zur Frohnhauser Straße gehörige Teil wurde ab 9. Juli 1915 Gartenkamp genannt. Dieser Straßenteil wurde am 20. November 1937 zur Nöggerathstraße umbenannt und diese damit verlängert. Seitdem verläuft sie von der Straße Am Brauhaus in südlicher Richtung weiter in den Nachbarstadtteil Frohnhausen. |                                               |
| Op de Heie               | 320 ohne Stichstraßen: 220            | mundartlich Auf der Heide, Lagebezeichnung        | 3. Mai 1967         | Vermutlich geht diese mündlich überlieferte Bezeichnung auf den Heidbusch zurück, der ein elf Morgen großer Eichenwald war und zum einstigen Hof Schulte-Herbrüggen gehörte. Die Straße Op de Heie verbindet die Herbrüggenstraße mit der Straße Dreigarbenfeld. |                                               |
| Pollerbecks Brink        | 400                                   | Pollerbeck, Flurname                              | 20. Nov. 1937       | Der Flurname geht auf den Hof Pollerbeck zurück, der ein Behandigungsgut des Oberhofs Borbeck war, siehe auch → Pollstraße. |                                               |
| Pollstraße               | 180                                   | Hof Pollerbeck, Hofname                           | 8. Okt. 1896        | Poll ist die verkürzte Form von Pollerbeck. Der Hof Pollerbeck war ein Behandigungsgut des Oberhofs Borbeck. Im Kettenbuch von 1332 ist bereits mansus in der Palderbeck erwähnt. 1668 wird in der Landmatrikel der Aufsitzer Arent Palderbeck und der 28 Morgen große Hof genannt. 1795 tritt der Halbbauer Pallerbeck auf. 1815 verzichteten Wilhelm und Wilhelmine Pollerbeck geborene Ardelmann auf ihren Leibgewinn am Pollerbecksgut zugunsten ihrer Tochter Anna Maria und deren künftigem Ehemann Diederich Lockhoff aus Gelsenkirchen. Die Geschwister Josine Huyssen geborene Wengler und Franziska Wengler verpachteten als Eigentümer des Hofs an die Eheleute auf beider Leben lang. Diese übertrugen 1840 das erbliche Nutzungsrecht an ihre Tochter Anna Catharina Möllhoff. Die Zustimmung dazu gab die Witwe des Senators Carl Isaak Arnold Huyssen. Anna Catharina Pollerbeck starb 1843, so dass ihr einziger und gerade vierjähriger Sohn Franz Kleine Möllhoff gen. Pollerbeck Erbe wurde. Durch einen späteren Vertrag mit den Erben v. Wengler erlangte er das Eigentumsrecht am Hof. Als Franz Kleine-Möllhoff gen. Pollerbeck 1870 wegzog, übertrug er den nun 40 Morgen großen Hof auf den Bergmann Wilhelm Kleine-Möllhoff, seinen Sohn. Durch Abfindung der Geschwister wurde der Hofbestand erheblich beeinträchtigt, so dass weitere Teilungen schließlich im Jahre 1912 zur Auflösung führten. Die Pollstraße zweigt östlich von der Aktienstraße als Stichstraße ab. |                                               |
| Riekenbank               | 470 (alle Straßenabschnitte zusammen) | Riekenbank, Name eines Flözes                     | 18. Okt. 1921       | Die in einer ehemaligen Bergmannssiedlung befindliche Straße ist nach einem bereits 1764 so genannten Kohleflöz Riekenbank benannt. Rieken bedeute reich machen, so soll dieses aus dem Ober-Karbon stammende Flöz ein besonders gutes gewesen sein. Die Riekenstraße verbindet die Altendorfer Straße mit der Straße Dreigarbenfeld. |                                               |
| Schacht-Franz-Straße     | 300                                   | Franz, Bergbauschacht                             | 20. März 1968       | Franz Haniel ließ 1832 bis 1834 südlich der Lockstraße in Schönebeck den Schacht Franz abteufen, der erstmals die Mergelschicht durchstieß. Jedoch war der Schacht technisch nicht für die Kohleförderung geeignet. Haniel teufte 1836 in der Nähe einen zweiten Schacht ab, mit dem er zwei Jahre später in 99 Metern Tiefe das erste Kohleflöz erreichte. Die Mutung wurde Kronprinz von Preußen genannt und gehörte zur Zeche Kronprinz, siehe → Schacht-Kronprinz-Straße. Die Schacht-Franz-Straße verbindet die Bonnemann- mit der Schönebecker Straße. |                                               |
| Schacht-Kronprinz-Straße | 940 ohne Stichstraßen: 700            | Kronprinz, Bergbauschacht                         | 18. Feb. 1916       | Franz Haniel teufte 1836 in der Nähe seines ersten Schachtes Franz (siehe → Schacht-Franz-Straße) einen zweiten Schacht ab, mit dem er zwei Jahre später in 99 Metern Tiefe das erste Kohleflöz erreichte. Die Mutung wurde Kronprinz von Preußen genannt und gehörte zur Zeche Kronprinz. Da Haniel hier keine für seine Hütte dringend benötigte Fettkohle fand, wurde der Betrieb 1845 eingestellt. Später wurde das Grubenfeld an der oberen Aktienstraße der Zeche Rosenblumendelle zugeschlagen. Ein 1901 bis 1903 neu abgeteufter Schacht, als Schacht 3 der Zeche Rosenblumendelle, erreichte später eine Tiefe von 543 Meter und wurde 1961 stillgelegt. Er diente nie der Kohleförderung, sondern dem Personen- und Materialtransport. Die Schacht-Kronprinz-Straße zweigt östlich von der Schönebecker Straße ab und verläuft parallel zur Straße Ardelhütte. |                                               |
| Scheinstraße             | 240                                   | unklar, evtl. Lagebezeichnung                     | 14. Aug. 1896       | Die Namensgebung ist nicht geklärt. Einerseits verdiente der vorhandene Weg zur Zeit der Benennung die Bezeichnung Straße noch nicht, so dass es sich nur um den Schein einer Straße handelte. Andererseits könnte der Name auf den Anlieger des Namens Scheiermann hinweisen, aus dem die einsilbige Form Schei…nstraße entstanden sein könnte. Die Scheinstraße stellt eine Verbindung von der Heißener- zu Kalkstraße her. |                                               |
| Schluchtstraße           | 150                                   | Geländeeinschnitt am Schluchttal                  | 14. Aug. 1896       | Die Schluchtstraße ist nach dem Geländeeinschnitt am heutigen Naturschutzgebiet Schönebecker Schlucht benannt. Sie führt südlich von der Frintroper Straße ab und quert dabei die Alt- und die Herbrüggenstraße. |                                               |
| Schönebecker Straße      | 1200                                  | Schönebeck, Bauerschaft (heute Essener Stadtteil) | 9. Juli 1915        | Die Straße ist nach der ehemaligen Bauerschaft, dem heutigen Stadtteil Schönebeck, benannt, durch den sie führt. Sie wurde bis 1915 Kronprinzenstraße genannt und verbindet heute die Aktien- mit der Heißener Straße. |                                               |
| Stoetzelweg              | 75                                    | Stoetzel, Name eines Bergmanns                    | 15. Juni 1966       | Der Bergmann Stoetzel war ein enger Mitarbeiter und Vertrauensmann von Franz Haniel beim Abteufen der beiden Bergbauschächte Franz und Kronprinz in Schönebeck. Der Stoetzelweg geht als Stichstraße östlich von der Straße Im Wulve ab. | Stoetzelweg                                   |
| Therbeckenring           | 250                                   | Hof ther Beck, Hofname                            | 24. Feb. 1960       | Der Therbeckenring ist nach dem Hof ther Beck in Gerschede benannt. In der Landmatrikel von 1668 ist der Aufsitzer Adolff ther Beckhe des 35 Morgen großen Hofes genannt. Er ist zu einem Teil in den Hof Borbeck zehntbar. Da zu den zehntfreien Ländereien auch ein Stück der Kaldenhover Bäume in Schönebeck gehörte, sah man sich veranlasst, die Straße nach dem einstigen Gerscheder Hof zu benennen. Der Therbeckenring verläuft ringförmig von und zur Aktienstraße. | Therbeckenring                                |
| Westerbergweg            | 120                                   | Westerberg, Familienname                          | 6. Juli 1979        | Die Gastwirtschaft Westerberg des gleichnamigen Inhabers lag an der Einmündung der Aktien- in die Frintroper Straße, und zwar auf einer Insel, da die Abbiegespur von Frintrop in Richtung Mülheim an der Ruhr rechts am Haus vorbeiführte. Die angesehene Familie Westerberg, aber auch die im Volksmund Westerberg genannte Umgebung sind namensgebend. Der Westerbergweg gehörte in Teilen seit 1895 zur Lohstraße im angrenzenden Bedingrade. Man kann ihn heute als Verlängerung dieser sehen. | Westerbergweg                                 |

## Liste ehemaliger Straßennamen
Die Liste ehemaliger Straßennamen erhebt keinen Anspruch auf Vollständigkeit.
| Name                    | von           | bis           | umbenannt in (aktuell)                                                  | Herleitung | Bemerkungen |
| ----------------------- | ------------- | ------------- | ----------------------------------------------------------------------- | --- | --- |
| Alte Essener Landstraße |               | 1896          | → Altstraße                                                             | | Die in alten Registern so genannte Alte Essener Landstraße führte von der der alten Chaussee bei Knotte längs Schloss Borbeck zum Fliegenbusch. Der zwischen 1881 und 1907 amtierende Bürgermeister Rudolf Heinrich (1845–1917) wählte zur offiziellen Benennung 1896 die Kurzform Altstraße. Nach dem Ausbau der parallel verlaufenden → Frintroper Straße verlor sie ihre Bedeutung. |
| Baumstraße              | 8. Okt. 1896  | 9. Juli 1915  | → Kaldenhoverbaum                                                       | | |
| Bonnstraße              | 14. Aug. 1896 | 9. Juli 1915  | → Ardelhütte                                                            | | |
| Düsterstraße            | 8. Okt. 1896  | 9. Juli 1915  | → Herbrüggenstraße                                                      | | Am 9. Juli 1915 wurde aus → Schultestraße die Düsterstraße. Sie wurde am 11. Februar 1931 als Verlängerung der am 9. Juli 1915 so genannten Herbrüggenstraße ebenfalls Herbrüggenstraße genannt. |
| Essener Straße          | 30. Apr. 1891 | 9. Juli 1915  | → Frintroper Straße                                                     | Die Straße führte vor der Eingemeindung Borbecks in die Stadt Essen.                                                             | Die Verlängerung der Frintroper Straße in Oberhausen heißt bis heute Essener Straße. |
| Frohnhauser Straße      | 30. Apr. 1891 | 9. Juli 1915  | teilweise heute: → Dreigarbenfeld → Nöggerathstraße → Pollerbecks Brink | Die Straße führte vor der Eingemeindung Schönebecks nach Frohnhausen.                                                            | Nach der Eingemeindung zur Stadt Essen 1915 musste die Straße aufgrund der Namensgleichheit mit der Frohnhauser Straße in Essen-Frohnhausen umbenannt werden. Zunächst war sie bis 1937 → Gartenkamp genannt worden. 1937 erhielt sie in Teilen die heutigen Namen Dreigarbenfeld, Pollerbecks Brink und Nöggerathstraße.                                                              |
| Gartenkamp              | 9. Juli 1915  | 20. Nov. 1937 | teilweise heute: → Dreigarbenfeld → Nöggerathstraße → Pollerbecks Brink | | Nach der Eingemeindung zur Stadt Essen 1915 musste die einstige Frohnhauser Straße in Schönebeck aufgrund der Namensgleichheit mit der Frohnhauser Straße in Essen-Frohnhausen umbenannt werden; man wählte den Namen Gartenkamp. Bei der nächsten Umbenennung 1937 wurden Teile davon zur Nöggerathstraße, zur Straße Dreigarbenfeld und zur Straße Pollerbecks Brink.                |
| Gertrudstraße           | 22. Jan. 1897 | 9. Juli 1915  | → Am Brauhaus                                                           | | |
| Heerstraße              | 25. Juni 1901 | 9. Juli 1915  | → Hopfenstraße                                                          | | |
| Kronprinzenstraße       | 8. Okt. 1896  | 9. Juli 1915  | → Schönebecker Straße                                                   | Die Kronprinzenstraße musste 1915 nach der Eingemeindung von Schönebeck zur Stadt Essen wegen Namensgleichheit umbenannt werden. | |
| Limbecker Chaussee      | 1883          | 4. Dez. 1901  | → Altendorfer Straße                                                    | Die Straße führte direkt auf das Limbecker Tor der Essener Stadtmauer zu.                                                        | Die Limbecker Chaussee wurde aus Anlass der Eingemeindung Altendorfs zur Stadt Essen am 1. August 1901 und in Erinnerung an die damit aufgelöste Bürgermeisterei Altendorf zur Altendorfer Straße umbenannt. |
| Mariusstraße            |               | 16. Mai 1902  | → Böhmerstraße                                                          | | |
| Mülheimer Straße        | 30. Apr. 1891 | 9. Juli 1915  | → Bonnemannstraße                                                       | Die Straße führte in Richtung Mülheim an der Ruhr.                                                                               | Nach der Eingemeindung zur Stadt Essen 1915 musste die Straße aufgrund der Namensgleichheit mit der Mülheimer Straße in Essen-Frohnhausen umbenannt werden. |
| Ringstraße              | 8. Okt. 1896  | 9. Juli 1915  | → Brausewindhang                                                        | Die Ringstraße erinnerte an den einstigen Gemeindevorsteher und Gastwirt Karl Dietering.                                         | |
| Rolandstraße            | 8. Okt. 1896  | 9. Juli 1915  | → Herbrüggenstraße                                                      | | Die Rolandstraße wurde am 9. Juli 1915 in Herbrüggenstraße umbenannt. Ihr wurde am 11. Februar 1931 die Düsterstraße als Verlängerung angegliedert, die seit dem ebenfalls Herbrüggenstraße heißt. |
| Schultestraße           | 8. Okt. 1896  | 9. Juli 1915  | → Herbrüggenstraße                                                      | Die Schultestraße erinnerte an den Hof Schulte-Herbrüggen.                                                                       | Die Schultestraße wurde am 9. Juli 1915 in Düsterstraße umbenannt. Seit 11. Februar 1931 heißt sie, als Verlängerung der am 9. Juli 1915 so genannten Herbrüggenstraße, ebenfalls Herbrüggenstraße. |
| Südstraße               | 8. Okt. 1896  | 9. Juli 1915  | → Bergkamp                                                              | | |
| Winkelstraße            | 8. Okt. 1896  | 9. Juli 1915  | → Kaldenhof                                                             | | |
| Wolfstraße              | 8. Okt. 1896  | 9. Juli 1915  | → Im Wulve                                                              | Namensgebend war der Hof Wolf.                                                                                                   | Hannes im Wulve (Johann Wolf) stammte vom Wolfshof und hatte in der Straße eine Gaststätte errichtet. |